# Hervé Granger-Veyron
 Hervé Granger-Veyron, né le 11 janvier 1958 à Talence (Gironde), est un escrimeur français pratiquant le sabre. Ancien élève de Tivoli, membre de l’équipe de France de sabre emmenée par Jean-François Lamour, il est double médaillé aux Jeux olympiques.

## Palmarès
- Jeux olympiques
  -  Médaille d'argent au sabre par équipes aux Jeux olympiques de 1984 à Los Angeles
  -  Médaille de bronze au sabre par équipes aux Jeux olympiques de 1992 à Barcelone